# Centre hospitalier vétérinaire
 (mars 2017).
Pour les articles homonymes, voir CHV.
Un centre hospitalier vétérinaire (CHV) est une structure de soins pour animaux, de taille importante et répondant à un cahier des charges attestant d'un niveau de service très élevé. Bien que ce cahier des charges varie d'un pays à un autre, ce type de structure est en général caractérisé par des moyens techniques et humains supérieurs à ceux d'une clinique classique.
Certains hôpitaux vétérinaires ne reçoivent que les animaux de compagnie (chiens, chats, animaux d'espèces inhabituelles tels que furets, lapins, cobayes, oiseaux…), d'autres sont orientés vers les grands animaux (bovins, chevaux, …) et enfin, certains CHV reçoivent toutes les espèces animales.

## Amérique du Nord
Le concept d’hôpital vétérinaire existe depuis plusieurs décennies aux États-Unis et au Canada, et est devenu incontournable pour les propriétaires d'animaux prêt à tout pour les soulager. Le principe d’un cahier des charges minimal est généralement en vigueur pour garantir à la clientèle un certain niveau de prestations. Dans certains pays, cette notion s’étend également à d’autres espèces animales et notamment aux chevaux. En plus des équipements, la présence de compétences humaines spécifiques (et en particulier la présence de spécialistes diplômés) est souvent requise.

### France

#### Histoire
L'appellation de Centre Hospitalier Vétérinaire (CHV) fit l’objet d’une réglementation par un arrêté du 4 décembre 2003, abrogé et remplacé par l’article 11 de l'arrêté du 13 mars 2015, relatif aux catégories d'établissements de soins vétérinaires, ajoutant un « échelon » supplémentaire dans la chaîne de soins aux animaux. Le code de déontologie vétérinaire de mars 2015 précise les caractéristiques définissant cette catégorie d'établissement. Il rend obligatoire la présence d'au moins deux vétérinaires spécialistes parmi l'équipe, dans 2 des 3 spécialités principales : la chirurgie, la médecine (médecine interne, cardiologie, oncologie), et l'imagerie médicale.
Ils doivent par ailleurs : 
- Assurer une présence vétérinaire et ASV qualifiée en continu (24h/24, 7j/7).
- Disposer d’un plateau technique performant, comprenant au moins trois équipements d’imagerie (échographie, scanner, IRM…).
- Offrir des espaces d’hospitalisation adaptés aux différentes espèces et à l’isolement des patients contagieux.
- S’engager dans la formation continue et le développement de techniques innovantes (prothèses, stents, chirurgie interventionnelle…).

En novembre 2015, conscients de leurs responsabilités face aux usagers, aux autres vétérinaires avec lesquels ils participent à la réalisation d'une chaîne de soins cohérente, aux personnels vétérinaires et non vétérinaires qu'ils emploient, les CHV ont créé le Syndicat National des Centres Hospitaliers Vétérinaires (SNCHV) dont l'objectif est d'aider les CHV à assumer au mieux leurs fonctions, en étroite collaboration avec les instances professionnelles (en particulier l'Ordre des Vétérinaires) et dans le but de rechercher l'excellence dans l'exercice de l'art vétérinaire,,. Depuis juillet 2025, le SNCHV met à disposition du grand public une plateforme d'information MonCentreHospitalier.vet sur les spécificités des CHV, leur organisation (avec des plans interactifs), leur équipement et des interviews des équipes pluridisciplinaires qui y travaillent.

#### Organisation et fonctionnement
En France, pour exercer son métier, un vétérinaire doit avoir un domicile professionnel, déclaré auprès de l’Ordre des Vétérinaires. Il en existe plusieurs sortes, les principaux étant : le vétérinaire à domicile, le cabinet vétérinaire, la clinique vétérinaire et le centre hospitalier vétérinaire. Le vétérinaire de proximité reste le maillon essentiel de cette chaîne de soins. Face à des cas lourds demandant des examens ou des interventions spécialisés, il est ainsi en mesure de les adresser à un centre hospitalier.

##### Permanence et continuité de soins
Un centre hospitalier vétérinaire doit être en mesure d'assurer la permanence et la continuité des soins. Il est donc ouvert 24h/24 et 7j/7. La présence d’au moins un vétérinaire et d’une personne qualifiée (auxiliaire vétérinaire, par exemple) 24 heures sur 24 et 7 jours sur 7 est obligatoire, ceci afin d'assurer la continuité des soins aux animaux hospitalisés et la gestion des urgences.

##### Moyens techniques
Un centre hospitalier vétérinaire est un établissement de soins aux animaux dont les locaux et le matériel répondent à certaines exigences, il doit satisfaire aux conditions des modules "chirurgie générale", "soins intensifs", "hospitalisation" et "imagerie médicale" définis par l'arrêté ministériel du 13 mars 2015.
Il doit donc disposer :
- de plusieurs salles de consultation, d’une salle de soins, d’un service chirurgical comprenant au minimum une salle de préparation, une salle de nettoyage et de stérilisation du matériel, deux blocs opératoires, des locaux d’hospitalisation permettant de séparer les animaux contagieux des autres, trois appareils permettant de réaliser des techniques d’imagerie différentes (radiographie, échographie, scanner ou IRM par exemple) …[7]
- d'une salle de chirurgie générale et de matériel de stérilisation adéquat (autoclave de série B ou S, ou chaleur sèche type Poupinel),
- d'un local dédié aux soins intensifs, avec système d'anesthésie gazeuse, matériel de réanimation adapté aux espèces soignées, système de monitoring de l'animal anesthésié, équipements permettant la surveillance de son réveil, systèmes d'oxygénothérapie adaptés à chaque format d'animal, système de perfusion continue, et au moins quatre systèmes de réchauffement.

##### Moyens humains
L’activité est assurée par une équipe pluridisciplinaire d’au moins six vétérinaires à temps plein et de six autres personnes qualifiées en équivalent temps plein.
Un CHV doit posséder au moins deux vétérinaires spécialistes dans deux des trois disciplines suivantes :chirurgie, médecine interne ou imagerie.

## Situation actuelle
En France, les contraintes réglementaires et économiques permettant à une structure de prendre l’appellation de Centre Hospitalier Vétérinaire sont nombreuses. Au 1erjuillet 2025, 12 structures pour animaux de compagnie et 3 structures pour équidés sont en mesure de proposer un tel niveau de services . Le respect du cahier des charges est régulièrement contrôlé par l’Ordre des vétérinaires, dans le but d’éviter une certaine dérive comme c’est le cas avec l’appellation de clinique vétérinaire.
Les quinze CHV français et membres du SNCHV sont situés partout en France pour assurer un maillage territorial cohérent avec les besoins de prise en charge des urgences et des cas référés.
Pour les structures canines : 
- Allonzier-la-Caille (CHV St Martin, près d'Annecy)
- Gentilly (Frégis, Paris),
- La Madeleine (NordVet, en banlieue lilloise),
- Marseille (Massilia),
- Meaux (Cordeliers),
- Merignac (Aquivet)
- Montpellier (Languedocia),
- Nantes (Atlantia),
- Reims (Pommery),
- Saint-Priest (OnlyVet)
- Vaulx-Milieu (Armonia, en Isère)
- Vélizy-Villacoublay (Advetia, en région parisienne).

Pour les structures équines : 
- Grenade (Clinique du Cheval[11]),
- Livarot-Pays-d'Auge (CHV du Livet),
- Saint Aubin de Branne (Clinique de Conques).

Les écoles vétérinaires étant des établissements d’enseignement, leurs cliniques ne sont pas soumises aux mêmes contraintes réglementaires. Les hôpitaux des quatre écoles vétérinaires portent l'appellation de Centres Hospitaliers Universitaires Vétérinaires (CHUV), et se situent à :
- Maison-Alfort (ENV Alfort),
- Marcy-l'Étoile (VetAgro Sup Campus vétérinaire de Lyon),
- Toulouse (ENV Toulouse)
- Nantes (ONIRIS).